# 185 f.Kr.

## Händelser

### Efter plats

#### Romerska republiken
- Den romerske generalen Scipio Africanus och hans bror Lucius anklagas av Cato den äldre och hans anhängare för att ha tagit emot mutor från den förre seleukidiske kungen Antiochos III. Scipio motstår sina anklagare, påminner romarna om att de står i skuld till honom och drar sig tillbaka till sin landsortsvilla vid Liternum i Kampanien. Cato lyckas dock inte bryta Lucius Scipios och Scipio Africanus politiska inflytande.

#### Egypten
- Inbördeskriget mellan de norra och södra delarna av Egypten tar slut då Ankmachis arresteras av den ptolemaiske generalen Conanos.

#### Indien
- Pusyamitra Sunga mördar den mauryiske kejsaren Brhadrata och gör därmed slut på hans dynasti. Istället grundar han Sungadynastin.

## Födda
- Publius Cornelius Scipio Aemilianus, ledande general och politiker inom den romerska republiken. Som konsul kommer han att leda den slutliga belägringen och förstörelsen av Karthago och kommer att leda de senatorer, som är motståndare till Graccherna (död 129 f.Kr.)
- Panaitios från Rhodos, grekisk filosof (död 110 f.Kr.)
- Kleopatra II, drottning av Egypten.

## Avlidna
- Brhadrata, indisk kejsare och den siste härskaren av den indiska Mauryadynastin (från 197 f.Kr.)